# قرش رأس المطرقة السلس
قرش رأس المطرقة السلس هو نوع من سمك القرش أبو مطرقة ينتمي إلى أسرة سفيرنيداي سمي بهذا الاسم بسبب الشكل المميز للرأس . تفضل هذه الأنواع المياه المعتدلة .

## وصلات خارجية
- Sphyrna الاملس في سمك القرش-references.com